# Víctor Lichtinger
Víctor Lichtinger Waisman (Ciudad de México, 17 de octubre de 1957) es un economista mexicano que se desempeñó como secretario de Medio Ambiente y Recursos Naturales durante el gobierno del presidente Vicente Fox entre 2000 y 2003.

## Biografía
Es licenciado en Economía por la Universidad Autónoma Metropolitana, campus Xochimilco, tiene una maestría y estudios de doctorado en Economía Agrícola y Recursos Naturales en la Universidad de Stanford. Se desempeñó como Analista de la Secretaría de Patrimonio y Fomento Industrial de 1978 a 1979. De 1983 a 1986 fue subdirector del Gabinete de Comercio Exterior de Presidencia de la República. De 1986 a 1990 fue Consejero Económico de la Representación de México ante las Naciones Unidas en Nueva York. De 1990 a 1992 fue Coordinador General de Medio Ambiente y Recursos Naturales en la Secretaria de Relaciones Exteriores, en donde fue el coordinador de la posición de México ante la Cumbre de Medio Ambiente y Desarrollo Sustentable de Río de Janeiro de las Naciones Unidas y negociador de la Convención Marco de Naciones Unidas sobre Cambio Climático Global. En 1994 los tres países Parte del Tratado de Libre Comercio (México, Estados Unidos y Canadá) lo nombraron el primer Secretario Ejecutivo de la Comisión de Cooperación Ambiental. A finales del año 2015 fue Coordinador de Gabinete del Gobierno de Michoacán y desarrolló el Plan de Desarrollo Sustentable del Estado, posteriormente en 2017 fue, por corto tiempo, Representante del Gobierno del Estado en la Ciudad de México, así como Comisionado Cinematográfico de Michoacán. El resto de su carrera lo realizó en el sector privado, como consultor de diversas empresas internacionales y del Banco Mundial, así como del Programa de Naciones Unidas Para el Desarrollo PNUD. 
En 2000 el presidente Vicente Fox lo nombró titular de la Secretaría de Medio Ambiente y Recursos Naturales, y ocupó este cargo hasta 2003. Su salida del cargo fue muy controvertida, ya que aunque no se dieron explicaciones mayores (los medios de comunicación usaron el término "despido", nunca manejado para la salida de algún secretario de estado), se especuló que tendría que ver con las acusaciones de corrupción que él mismo hizo hacia su Subsecretario de Gestión Ambiental, Raul Arriaga Becerra, quién era amigo de Fox y había participado con él cuando fue gobernador de Guanajuato. Muchas organizaciones ambientalistas manifestaron su inconformidad con la destitución de Lichtinger de la SEMARNAT, especialmente porque él, como Secretario, había combatido los actos de corrupción cometidos por Raúl Arriaga Becerra, quien había sido nombrado por Vicente Fox como Subsecretario de Gestión para la Protección Ambiental. La Secretaría de la Función Pública informó en 2003 que se contaban con dos expedientes administrativos en proceso de investigación relacionados con el caso de Raúl Arriaga Becerra, presuntamente por otorgar ilícitamente la importación de 28 delfines a Punta Nizuc, Quintana Roo, desde las Islas Salomón, además de otorgar permisos de cacería también de forma ilegal.
Entre los logros de Víctor Lichtinger destacan la creación de un santuario para las ballenas en todos los mares territoriales mexicanos, la protección a la Vaquita Marina en el Mar de Cortés, la medición sistemática de la calidad del agua en las principales playas de México y la ordenación de la actividad turística en la zona de Cancún y la Riviera Maya, para lo cual convenció a las diferentes partes en disminuir sensiblemente los permisos para construcción en las playas de esa zona y decretó en conjunción con el Gobierno de Quintana Roo un Ordenamiento Ecológico Territorial de mucho menor densificación del turismo en la zona.
Fue Presidente del Consejo Consultivo del Agua AC de julio del 2018 a julio de 2021.
Actualmente dirige una compañía que promueve la Agricultura Sustentable, es consultor en materia hídrica, medio ambiente y sustentabilidad y escribe guiones de cine. 